# Sovetsk (577)
Sovetsk (em russo: Советск) é uma corveta multifunção russa de mísseis guiados, da classe Karakurt da Marinha Russa, sendo o segundo navio da classe e o primeiro em série.

## História da construção
O nome original do Sovetsk era Tayfun, mantendo a tradição de navios russos e soviéticos com o mesmo nome. Ele foi lançado em 24 de dezembro de 2015, com o número de estaleiro 252, junto com o MRK Mytishchi, no estaleiro Pella, em São Petersburgo, na presença do vice-ministro da Defesa da Rússia, Yuri Borisov. A construção seguiu a política de substituição de importações; o motor, por exemplo, foi fabricado pela fábrica Zvezda, em São Petersburgo.
Foi lançado ao mar em 24 de novembro de 2017, pouco antes do Dia da Marinha Russa, também com a presença de Yuri Borisov. A finalização foi feita com o navio já flutuando. A entrega à Marinha era esperada para o final de 2018. Em 2019, o navio passou por testes de mar, com a primeira fase concluída no final de maio. A bandeira naval foi hasteada oficialmente em 12 de outubro de 2019.

## Características de design
Os dois primeiros navios do Projeto 22800, Mytishchi e Sovetsk, não possuem armamento antiaéreo especializado, sendo equipados com dois canhões automáticos AK-630M. A partir do terceiro navio da classe, esses canhões são substituídos pelo sistema de defesa antiaérea Pantsir-ME. A propulsão do Sovetsk é composta por três motores a diesel M-507D-1 e três geradores diesel DGAS-315, fabricados pela empresa russa Zvezda.

## Serviço
Por oordem do Comandante da Marinha Russa, o Sovetsk foi incorporado à Frota do Báltico e atua na flotilha de navios e lanchas de mísseis da base naval do Báltico.
Em agosto de 2021, o navio realizou com sucesso o disparo de um míssil de cruzeiro Kalibr, a partir do Mar Branco, contra um alvo terrestre no campo de testes de Chizha.